# Pradera de San Isidro
El parc de San Isidro o Pradera de San Isidro, és una àmplia zona verda de la ciutat de Madrid situat en el barri de San Isidro del districte de Carabanchel.
La històrica Prada, pintada per Francisco de Goya en 1788, va ser constituïda i catalogada com a parc en 1970 pel ajuntament de la Vila. Després de la seva ampliació en 2006, va aconseguir els 355.420 metres quadrats, que inclouen el recinte firal per a la Fira de Sant Isidre de Madrid, que se celebra cada 15 de maig, amb motiu de la festivitat del patró de la capital d'Espanya.

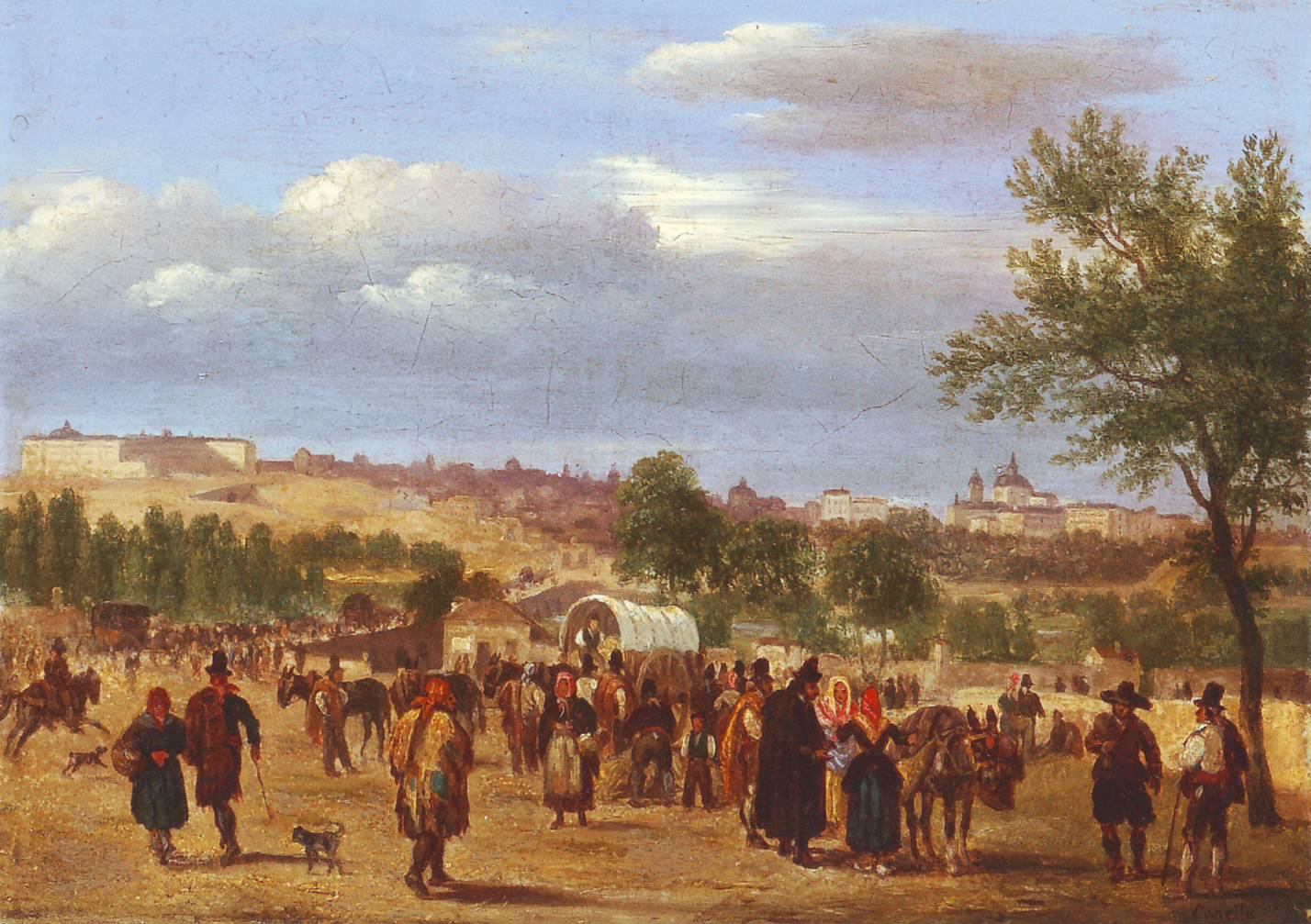
Pintura de Giuseppe Canella, que representa una vista de la Pradera de San Isidro en 1823, durant les festes i romiatge tradicionals. Al fons, després de la línia de les arbredes del riu Manzanares, es distingeixen el Palau Reial -a l'esquerra de la imatge- i les cúpules de l'Església de San Francisco el Grande. L'aspre costumbrismo del quadre contrasta amb la versió goyesca, on innombrables figures reunides mostren la idea benvolguda per la reialesa il·lustrada —destinatària, a la fi, del quadre— de mescla harmoniosa de les diferents classes i estaments socials. En totes dues pintures apareixen macos, firaires, venedors i tot tipus de passejants i vehicles: des de cabriolé i calesa fins a berlines, carrossa i tartana, per al desplaçament de les gents més humils. Les indumentàries van des de les casaques a la moda francesa dels personatges del primer pla fins a les llanes i teles més bastes de les classes baixes.

## Història
Ricardo Sepúveda va descriure així la revetlla i romiatge d'Isidre el Llaurador en el seu llibre Madrid Viejo, publicat en 1888.
| « | […] A l'alba comença el moviment dels romers contemporanis. No és ja la tradició religiosa, o la devoció al gloriós Sant Isidre, la que condueix a la major part: és el desig de divertir-se i cometre tota classe de bogeries, gairebé en les barbes del sant. Un núvol de carruatges de tots els temps i procedències, des del calesín corcat fins a la diligència (només falta el tramvia que per ventura veurem algun any), es llancen a tota fuita, des de la Puerta del Sol, costa avall per la de la Vega, o es desboquen des de la plaça de la Cebada i els seus contorns, per la Fàbrica del Gas, fins a la pont Toledana i ermita de San Isidro, […] Una vegada a la prada és veritablement magnífic l'espectacle que allí s'ofereix, sense comptar el de les innombrables botigues de vins o binos, que tot es llegeix en el trànsit. […] molt Tío Vivo, i algun tío mort en renyina, com sol passar... | » |

## Situació i usos

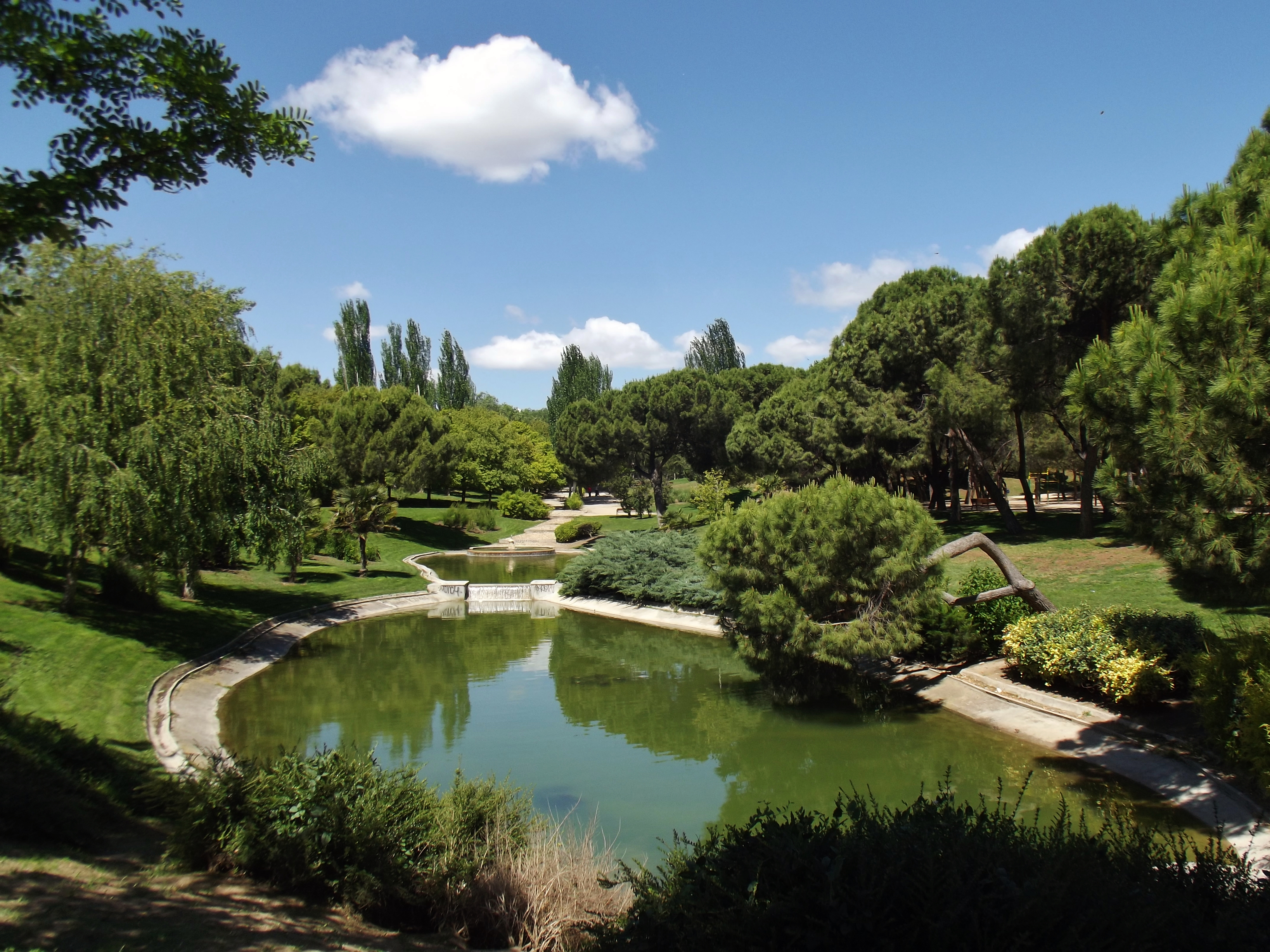
Un dels estanys del parc.

Qualificat en la llista de carrers de Madrid amb el número 74 del Passeig de l'Ermita del Santo, va ser constituït com a parc en 1970. El parc descendeix des de la Via Carpetana fins al Passeig del Quince de Mayo, al costat del marge oest del riu Manzanares, i entre el Passeig de l'Ermita del Sant i el carrer Carlos Dabán.
Concebut com a gran espai verd per a Madrid i reserva per a l'esplai popular durant les festes de Sant Isidre, el parc ha anat ‘evolucionant’ cap a l'ús esportiu. A més d'amplis passejos, diverses fonts ornamentals, arbredes i prades, disposa d'un carril bici i també compta amb un anacrònic Jardín de Palmeras.
En el seu perímetre hi ha també un tanatori i infraestructura per a concerts a l'aire lliure.

## Referències

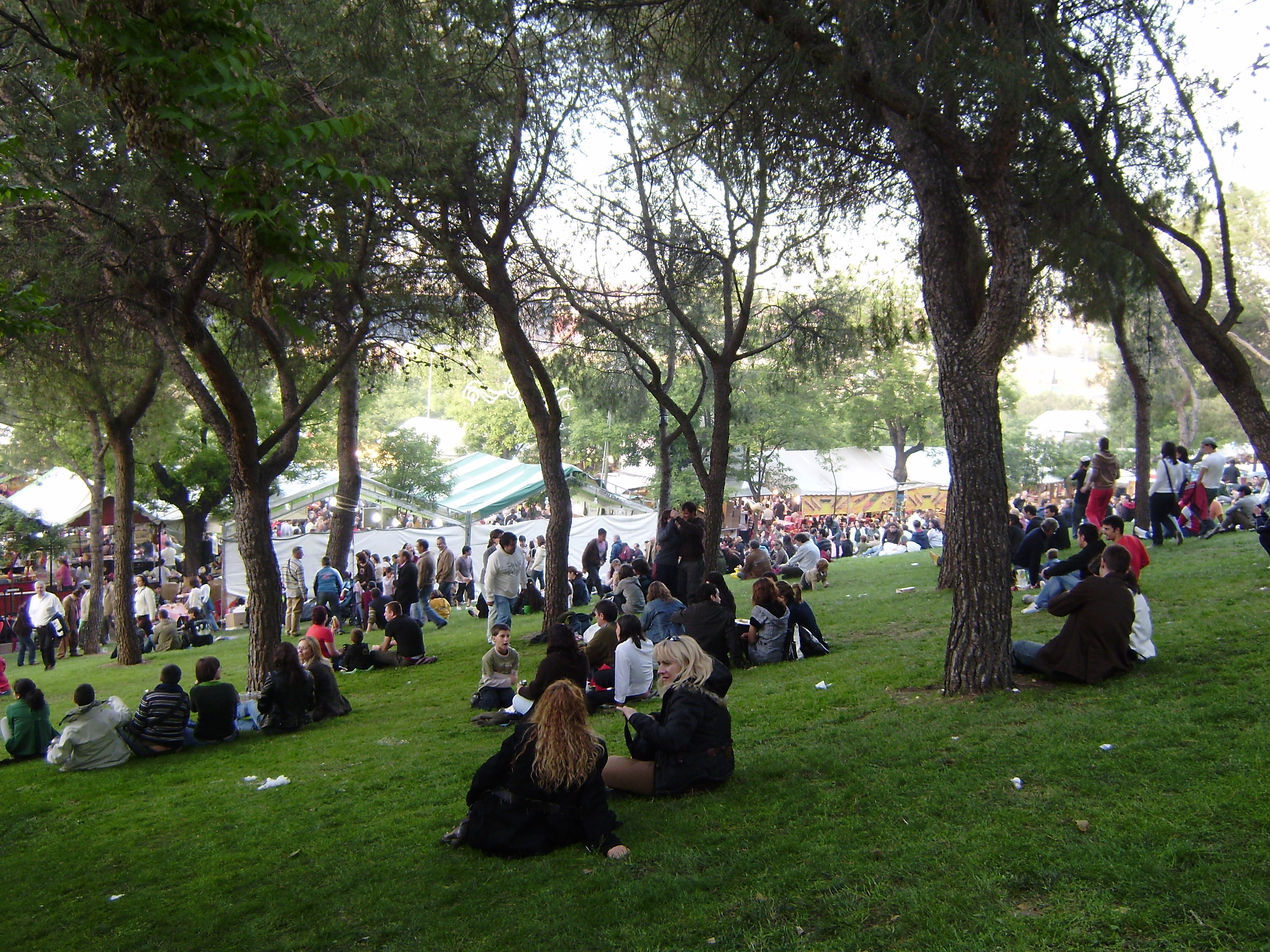
El parc durant el tradicional romiatge de San Isidro.